# 浙江温岭虐童事件
浙江温岭虐童事件是浙江省温岭市的一名幼儿园教师虐待儿童的恶性事件。温岭蓝孔雀幼儿园教师颜艳红在2010年至2012年期间，涉嫌上百次虐待幼儿园儿童，并将部分虐待情节拍照保留，2012年被媒体揭发。

## 事发经过
当事人颜艳红，1992年出生，温岭市新河镇横塘头村人，毕业于温岭市教师进修学校。2010年，通过面试被温岭市城西街道蓝孔雀幼儿园录取，担任小二班老师。没有获得教师资格证的颜艳红，自入职起就对工作产生极度的厌倦，并酗酒抽烟。2012年10月，她将数张虐待儿童的照片（包括扔儿童进垃圾桶、强迫男童亲吻女童或男童、强迫男童露阴、提拽男童的耳朵悬空等）传给网友，后者看后震惊并将信息付诸公开。颜艳红随即被蓝孔雀幼儿园开除。

## 警方介入
2012年10月25日，温岭市公安局刑事立案，颜艳红被采取刑事强制措施。10月29日，温岭市公安局以涉嫌寻衅滋事罪提请温岭市检察院批准逮捕，检察机关审查后认为该案需要补充侦查。同年11月5日，温岭市公安局向检察机关撤回案件，继续侦查。11月16日，温岭市公安局官方公布：
|                        | 虐童事件经警方深入侦查，根据罪刑法定原则，认为涉案当事人颜艳红不构成犯罪，现依法撤销刑事案件，对其作出行政拘留十五日的处罚，羁押期限折抵行政拘留。今天，温岭警方依法释放颜艳红。 |
| ——温岭市公安局官方微博 | |

16日，颜艳红被警方释放。同日，温岭市政府新闻办向媒体发布消息确认此事。

## 舆论
尽管此事引起了民间勃然大怒，中央电视台评论员王志安却对颜艳红的虐童行为辩护，表示“颜艳红揪着耳朵提起来的孩子，放下来之后，笑了。”“……孩子被扔到垃圾桶里。如果真是‘扔的’，那可以确定是虐待无疑。可是，今天办案的警察告诉我，他们调查，现场颜艳红是把孩子‘放’进去的，不是‘扔’的。”